# Joyce Hyser
Joyce Hyser (Nueva York, 20 de diciembre de 1957) es una actriz estadounidense de cine y televisión, reconocida principalmente por interpretar el papel protagónico de Terry Griffith en la película de 1985 Just One of the Guys.

## Carrera
Hyser inició su carrera como actriz en 1980, interpretando el papel de Brenda en la película The Hollywood Knights. Un año después encarnó a Sylvia en la cinta They All Laughed. Entre 1983 y 1984 apareció en las películas Valley Girl, Staying Alive y This Is Spinal Tap. En 1985 obtuvo reconocimiento internacional al protagonizar la película de corte juvenil Just One of the Guys, dirigida por Lisa Gottlieb. El mismo año apareció en el largometraje de Maryse León The Last Hunt. Finalizando la década de 1980 realizó varias apariciones en series de televisión como Las pesadillas de Freddy, Mancuso, FBI, L.A. Law y Midnight Caller.
En la década de 1990 su participación en la televisión estadounidense fue muy activa, apareciendo en producciones como Raven, Melrose Place, Viper, Murder, She Wrote y Pacific Blue. En las décadas de 2000 y 2010 su aparición en pantalla se hizo más escasa, figurando en un capítulo de la serie de televisión CSI en el papel de Monique Roberts y en la película de 2014 The Wedding Pact.

## Plano personal
Hyser nació en la ciudad de Nueva York. Creció en el seno de una familia judía.

## Filmografía

### Cine
| Año  | Título                | Papel            | Notas |
| ---- | --------------------- | ---------------- | ----- |
| 1980 | The Hollywood Knights | Brenda Weintraub |       |
| 1981 | They All Laughed      | Sylvia           |       |
| 1983 | Valley Girl           | Joyce            |       |
| 1983 | Staying Alive         | Linda            |       |
| 1984 | This Is Spinal Tap    | Belinda          |       |
| 1985 | The Last Hunt         | Pia              |       |
| 1985 | Just One of the Guys  | Terry Griffith   |       |
| 1989 | Una boda de locos     | Karla Thompson   |       |
| 1994 | Greedy                | Muriel           |       |
| 2000 | Can't Be Heaven       | Amiga            |       |
| 2002 | Teddy Bears' Picnic   | Rita D'Onofrio   |       |
| 2003 | Art of Revenge        | Lara Kane        | Vídeo |
| 2014 | The Wedding Pact      | Sally            |       |

### Televisión
| Año       | Título                         | Papel             | Notas                                                |
| --------- | ------------------------------ | ----------------- | ---------------------------------------------------- |
| 1988      | Freddy's Nightmares            | Pretty Mary       | Episodio: "Saturday Night Special"                   |
| 1989      | Mancuso, F.B.I.                | Vicki Singer      | Episodio: "Suspicious Minds"                         |
| 1989-1990 | L.A. Law                       | Allison Gottlieb  | 10 episodios                                         |
| 1990      | Midnight Caller                | Lou Ann           | Episodio: "Wrong Side of the Wall"                   |
| 1990      | Lifestories                    | Barbara Hudson    | Episodio: "Steve Burdick"                            |
| 1990      | The Flash                      | Megan Lockhart    | Episodio: "Watching the Detectives"                  |
| 1991      | The Flash                      | Megan Lockhart    | Episodios: "The Trickster", "Trial of the Trickster" |
| 1992      | Raven                          | Nora Blake        | Episodio: "Is Someone Crazy in Here or Is It Me?"    |
| 1992      | Melrose Place                  | Dawn Bonds        | Episodio: "Responsibly Yours"                        |
| 1994      | Viper                          | Claire            | Episodio: "Past Tense"                               |
| 1995      | The Marshall                   | Annette Gabbiano  | Episodio: "Unprotected Witness"                      |
| 1995      | Murder, She Wrote              | Portia Dekker     | Episodio: "Game, Set, Murder"                        |
| 1998      | Pacific Blue                   | Dra. Alicia Alper | Episodio: "Damaged Goods"                            |
| 2001      | The Division                   | Vicky Lowell      | Episodio: "The Fear Factor"                          |
| 2011      | CSI: Crime Scene Investigation | Monique Roberts   | Episodio: "Maid Man"                                 |